# Paurocephala wilderi
Paurocephala wilderi är en insektsart som beskrevs av Crawford 1927. Paurocephala wilderi ingår i släktet Paurocephala och familjen rundbladloppor. Inga underarter finns listade i Catalogue of Life.